# Тумерсола (Сернурский район)
 Тумерсола  — деревня в Сернурском районе Республики Марий Эл. Входит в состав Чендемеровского сельского поселения.

## География
Находится в северо-восточной части республики Марий Эл на расстоянии приблизительно 5 км на юг от районного центра посёлка Сернур.

## История
Известна с 1802 года как деревня, где проживали 33 крещёных мари, 32 некрещёных. В 1858 году — 248 человек. В 1877—1883 годах значилось 29 дворов. В 1930 году в деревне проживали 228 мари. В советское время работал колхоз «Волгыдо».

## Население
Население составляло 93 человека (мари 100 %) в 2002 году, 95 в 2010.